# سرگئی گارماش
سرگئی گارماش (روسی: Серге́й Леони́дович Гарма́ш؛ زادهٔ ۱ سپتامبر ۱۹۵۸) بازیگر اهل اتحاد جماهیر سوسیالیستی شوروی است. وی از سال ۱۹۷۴ میلادی تاکنون مشغول فعالیت بوده‌است.
از فیلم‌ها یا برنامه‌های تلویزیونی که وی در آن نقش داشته است، می‌توان به سقوط امپراتوری،‌ ۱۲، مرشد و مارگاریتا، کبوتر وحشی، خانه، استالینگراد، صاعقه سیاه و ارکستر سرخ اشاره کرد.
وی همچنین برنده جوایزی همچون هنرمند مردمی روسیه شده است.